# Écozone néotropicale : plantes à graines par nom scientifique (D)
à compléter par ordre alphabétique

## De

### Den
- Dendrocereus - fam. Cactacées (Cactus)    
  - Dendrocereus nudiflorus
  - Dendrocereus undulosus

- Dendropanax
  - Dendropanax arboreus

- Denmoza - fam. Cactacées (Cactus)
  - Denmoza rhodacantha
  - Denmoza erythrocephala

## Di

### Dip
- Dipteryx - fam. Fabaceae
  - Dipteryx alata syn. Dipterix pterota
  - Dipteryx lacunifera
  - Dipteryx magnifica
  - Dipteryx micrantha
  - Dipteryx odorata
  - Dipterix oleifolius
  - Dipteryx panamensis
  - Dipteryx polyphylla
  - Dipteryx punctata
  - Dipteryx rosea

### Dis
- Discocactus - fam. Cactacées (Cactus)
  - Discocactus bahiensis
  - Discocactus crystallophilus
  - Discocactus heptacanthus
  - Discocactus horstii
  - Discocactus placentiformis
  - Discocatus pulvinicapitatus
  - Discocactus pseudoinsignis
  - Discocactus zehntneri

- Disocactus - fam. Cactacées (Cactus)
  - Disocactus ackermannii
  - Disocactus amazonicus
  - Disocactus biformis
  - Disocactus eichlamii
  - Disocactus kimnachii
  - Disocactus macdougalii
  - Disocactus macranthus
  - Disocactus nelsonii
  - Disocactus phyllanthoides
  - Disocactus quezaltecus